# 浅野温子
浅野 温子（あさの あつこ、1961年〈昭和36年〉3月4日 - ）は、日本の女優。東京都大田区出身。FIRST AGENT所属。

## 略歴
東京都大田区蒲田の蕎麦屋の1男1女の長女として生まれた。大田区立大森第八中学校から東京都立城南高等学校（現在の六本木高等学校）、代々木高等学校（現在の世田谷泉高等学校）を経て、上野高等学校を卒業した。
15歳のとき、山口百恵の主演映画『エデンの海』の山口のクラスメートの役のオーディションに合格し、映画デビューを果たした。1977年、TBSテレビ小説、『文子とはつ』のオーディションに合格した。翌年、映画『高校大パニック』に出演した。
1980年代には、『スローなブギにしてくれ』や『汚れた英雄』などの角川映画に出演し、注目を集めた。1983年の映画『陽暉楼』での好演で日本アカデミー賞最優秀助演女優賞を受賞した。1980年代後半に、人気ドラマ『あぶない刑事』と『パパはニュースキャスター』にレギュラー出演した。1988年に放送されたトレンディードラマ『抱きしめたい!』（フジテレビ）放映時には、共演の浅野ゆう子と共に「W浅野」と呼ばれるなど人気を博した。
1991年に武田鉄矢と共演したドラマ『101回目のプロポーズ』は、最高視聴率36.7%の高視聴率を記録した。その翌年から1996年までドラマ版『サザエさん』でサザエを演じるなど、コメディエンヌとしても活動した。1995年に『沙粧妙子-最後の事件-』でイメージを一新し、クールな役を演じた。1998年の初舞台『ロマンチック・コメディ』からは毎年様々な舞台に挑戦する。ドラマや映画、舞台でコミカルからシリアスまで幅広い演技をこなす女優として活動している。
2003年より、俳優業と平行して『古事記』や日本の古典、各地の民話伝説を題材としたよみ語りの舞台を各地の神社や名所旧跡で続けている。2008年6月、「天皇陛下御即位20年奉祝委員会」に参加し、祝辞を述べる。國學院大學客員教授なども務める。
2019年3月、体調不良のため出演を予定していた舞台『銀河鉄道999 さよならメーテル〜僕の永遠』を降板し休養に入った（代役は松下由樹）。自宅療養を経て、8月に映画『みをつくし料理帖』の撮影で仕事復帰を果たした。

## 人物
夫は作詞家の魚住勉。1983年に結婚した。長男は、NHKの元アナウンサー・魚住優。
名は「あつこ」だが『あぶない刑事』で共演した舘ひろしなどからは「おんこ」と呼ばれている。
近年は写真（道端の花を撮る）や『ドラえもん』グッズ収集に凝っており、ドラえもん好きが高じて2005年に声優の大山のぶ代がドラえもん役を引退すると、その声優オーディションに参加して最終選考まで残ったが落選した。
また、写真をブログに多数掲載している（ブログの掲載画像のほとんどは撮影した花の写真である。そのほかにパックを装着した状態の自身のすっぴん顔のアップなどもある）。

## 出演

### 映画
- エデンの海（1976年、東宝）：岩井昌子 役
- 聖母観音大菩薩（1977年、ATG・若松プロダクション、監督：若松孝二）
- 高校大パニック（1978年、狂映舎-にっかつ、監督：澤田幸弘、石井聰亙）：村上美穂子 役
- さらば映画の友よ インディアンサマー（1979年5月26日公開）：ミナミ 役
- スローなブギにしてくれ（1981年3月7日公開、東映、角川映画、原作：片岡義男）：主演・さち乃 役
- ねらわれた学園（1981年、東宝、角川映画）：新宿のアルタビジョンに映る少女 役
- 化石の荒野（1982年、東映、角川映画）：雪江千沙 役
- 汚れた英雄（1982年、東映、角川映画）：緒方あずさ 役
- 陽暉楼（1983年、東映、監督：五社英雄、原作：宮尾登美子）：珠子 役
- 薄化粧（1985年10月26日公開、松竹）：地所テル子 役
- 姉妹坂（1985年12月21日公開、東宝、監督：大林宣彦、原作：大山和栄）：喜多沢茜 役
- チェッカーズSONG FOR U.S.A. （1986年7月26日公開、東宝）：永瀬涼子 役
- 幕末青春グラフィティ Ronin 坂本竜馬 （1986年1月25日公開、東宝）：おうの 役
- あぶない刑事シリーズ（1987年 - 2016年、東映、日本テレビ）：真山薫 役
  - あぶない刑事（1987年）
  - またまたあぶない刑事（1988年）
  - もっともあぶない刑事（1989年）
  - あぶない刑事リターンズ（1996年）
  - あぶない刑事フォーエヴァー THE MOVIE（1998年）
  - まだまだあぶない刑事（2005年）
  - さらば あぶない刑事（2016年）
  - 帰ってきた あぶない刑事（2024年）[10]
- 天と地と（1990年6月23日公開、東映、角川春樹事務所）：乃美 役
- 赤んぼ少女（2008年、監督：山口雄大、原作：楳図かずお）
- みをつくし料理帖（2020年、東映、角川春樹事務所）：おりょう 役[6][11]
- サラリーマン金太郎（ライツキューブ）：中村加代 役[12][13]
  - 【暁】編（2025年1月10日）
  - 【魁】編（2025年2月7日）

### テレビドラマ
- 俺たちの朝「第7話 出逢いと愛と別れ」（1976年11月28日、東宝、日本テレビ）：秋野太作(ヌケ)をおじさんと呼ぶ少女 役
- 忍者キャプター「第36話 死神は七面相」（1976年12月8日、東京12チャンネル）：みつこ 役
- 文子とはつ（1977年10月3日 - 1978年3月31日、TBS、ポーラテレビ小説）
- 明日の刑事「第49話 少女の遺骨を抱く刑事」（1978年、TBS）
- 夢のあとに（1978年4月21日 - 6月30日、TBS、金曜ドラマ）
- 孤独の賭け（1978年11月20日 - 1979年1月15日、テレビ東京）：乾美香 役
- 土曜ドラマ（NHK総合）
  - 四角な船（1979年）
  - 大阪発－あした（1979年）
- 俺たちは天使だ!「第2話」（1979年、日本テレビ）
- 木曜座（TBS）
  - 水中花（1979年7月12日 - 10月4日）：サチ 役
  - 離婚ともだち（1980年4月 - 7月、MBS制作）
- 家路〜ママ・ドント・クライ（1979年8月15日 - 11月7日、TBS、水曜劇場）
- 家路PART2（1979年11月14日 - 1980年2月6日）：唐沢なぎさ役
- 悪女の仮面・扉の陰に誰かが…（1980年1月12日、テレビ朝日、土曜ワイド劇場）：ユキ 役
- 御堂筋の春（1980年5月5日 - 30日、NHK総合、銀河テレビ小説）
- 夢芝居（1982年1月28日、YTV、木曜ゴールデンドラマ）
- あまく危険な香り（1982年3月19日 - 5月21日、TBS、金曜ドラマ）
- さらば女ともだち（1983年2月3日 - 3月24日、テレビ朝日）
- 名無しの探偵2 愛の疑惑（1983年2月22日、日本テレビ、火曜サスペンス劇場）
- 冬化粧の女たち（1983年12月9日 - 1984年2月10日、フジテレビ、金曜劇場）
- 夏樹静子の女の銃（1984年5月26日、テレビ朝日、土曜ワイド劇場）
- 翔んでる警視（1986年1月2日、TBS）
- 季節を踊る女たち（1986年5月7日、TBS、水曜ドラマスペシャル）※初主演
- あぶない刑事シリーズ（1986年 - 1989年、日本テレビ）：真山薫 役
  - あぶない刑事（1986年10月5日 - 1987年9月27日）
  - もっとあぶない刑事（1988年10月7日 - 1989年3月31日）
  - あぶない刑事フォーエヴァーTVスペシャル'98（1998年8月28日）
- 手を拍く猿（1986年12月1日、KTV、西村京太郎サスペンス）
- パパはニュースキャスター（1987年1月9日 - 3月27日、TBS）：米崎みゆき 役
  - パパはニュースキャスター スペシャル（1987年10月2日）
  - パパはニュースキャスター お正月スペシャル（1989年1月2日）
  - パパはニュースキャスター 帰って来た鏡竜太郎スペシャル（1994年9月30日）
- アヒルから白鳥になった女（1987年3月11日、TBS、水曜ドラマスペシャル）
- ぼくの姉キはパイロット!（1987年8月18日 - 9月22日、TBS）：主演･星野ありさ 役
- ギョーカイ君が行く!（1987年10月5日 - 11月9日、フジテレビ）：流山涼子 役
- 私のハートパートナー 離婚カップルの同居物語（1987年12月10日･12月17日、テレビ朝日、気ままな女シリーズ）：薫 役
- パパは年中苦労する（1988年4月8日 - 7月1日、TBS）：佐藤黎 役
- レモンの香りのする女（1988年5月7日、TBS、土曜ドラマスペシャル）
- 抱きしめたい!シリーズ（1988年 - 2013年、フジテレビ）：主演･池内麻子 役
  - 抱きしめたい!（1988年7月7日 - 9月22日、木曜劇場）
  - 抱きしめたい!'89スペシャル（1989年3月30日）
  - 抱きしめたい!'90スペシャル（1990年1月3日）
  - 抱きしめたい!世紀末スペシャル（1999年10月1日）
  - 抱きしめたい!Forever（2013年10月1日）
- スクールガール・セレナーデ 桂華學女小夜曲（1988年11月11日、日本テレビ）：主演･柏木志津 役
- ママハハ・ブギ（1989年7月3日 - 9月18日、TBS）：主演･水谷蘭子 役
- 世界で一番君が好き!（1990年1月8日 - 3月19日、フジテレビ、[W主演：三上博史]） - 主演･向井華 役
- 女と男が愛する時（1990年10月19日、フジテレビ、男と女のミステリー）：主演･早季 役
- ママってきれい!?（1991年1月11日 - 3月22日、TBS）：主演･日向陽子 役
- 101回目のプロポーズ（1991年7月1日 - 9月16日、フジテレビ、[W主演：武田鉄矢]）：主演･矢吹薫 役
- サザエさんシリーズ（1992年 - 1996年、フジテレビ）：主演･フグ田サザエ（サザエさん） 役
- 素晴らしきかな人生（1993年7月1日 - 9月16日、フジテレビ、木曜劇場）：主演･高畑(芝木)結女 役
- グッドモーニング（1994年7月14日 - 9月22日、フジテレビ、木曜劇場）：主演･天野みのり 役
- 沙粧妙子-最後の事件-（1995年7月12日 - 9月20日、フジテレビ、水曜劇場）：主演･沙粧妙子 役
  - 沙粧妙子 - 帰還の挨拶 -（1997年3月25日）
- コーチ（1996年7月4日 - 9月19日、フジテレビ、木曜劇場）：主演･久保田渚 役
  - コーチスペシャル（1997年10月9日）
- 女優X 伊澤蘭奢の生涯（1996年12月27日、TBS）：主演･シゲ 役[14]
- ヒロインたちの反乱（1997年1月25日、WOWOW）：主演
- 職員室（1997年7月4日 - 9月19日、TBS）：主演･矢崎葉子 役
- カミさんなんかこわくない「第6話 子供が欲しいの」（1998年4月 - 6月、TBS、東芝日曜劇場）
- ラブとエロス（1998年7月2日 - 9月17日、TBS）：主演･八巻カスミ 役
- チェンジ!（1998年10月12日 - 12月14日、テレビ朝日、月曜ドラマ・イン）：主演･神崎瑞穂 役
- 取調室（1999年6月15日、日本テレビ、火曜サスペンス劇場）：梅津真知子
- レガッタ〜国際金融戦争（1999年11月20日 - 12月4日、NHK総合）：主演･有吉州波（すなみ） 役
- 恋愛詐欺師「第10話 波留正彦の出生の秘密…その女が今夜全てを暴露する」（1999年12月16日、テレビ朝日）：井口亜樹子 役
- 平成夫婦茶碗〜ドケチの花道〜（2000年1月12日 - 3月15日、日本テレビ、[W主演：東山紀之]）：主演･金本（旧姓白鳥）節 役
  - 平成夫婦茶碗スペシャル〜お母さんは風になった…（2000年12月19日）
  - 続・平成夫婦茶碗（2002年1月9日 - 3月20日）
- ほんとにあった怖い話2「真夜中の病室」（2000年8月25日、金曜エンタテイメント）：主演
- 北条時宗（2001年1月7日 - 12月9日、NHK総合、大河ドラマ）：鎌倉幕府第5代執権北条時頼（渡辺謙）の妻 涼子（あきらこ） 役
- マリア（2001年7月4日 - 9月12日、TBS）：主演･坂本宇宙（そら） 役
- 開幕ベルは華やかに（2002年1月3日、テレビ東京）：主演
- まんてん（2002年9月30日 - 2003年3月29日、NHK総合、連続テレビ小説）：日高（穂積）美帆子 役
- 救急救命士・牧田さおりシリーズ（2002年 - 2015年、テレビ朝日、土曜ワイド劇場）：主演･牧田さおり 役
  - 救急救命士・牧田さおり 1（2002年1月26日）
  - 救急救命士・牧田さおり 2（2003年5月31日）
  - 救急救命士・牧田さおり 3（2004年8月28日）
  - 救急救命士・牧田さおり 4（2005年11月12日）
  - 救急救命士・牧田さおり 5（2007年2月3日）
  - 救急救命士・牧田さおり 6（2009年6月13日）
  - 救急救命士・牧田さおり 7（2010年5月1日）
  - 救急救命士・牧田さおり 8（2011年8月27日）
  - 救急救命士・牧田さおり 9（2013年2月23日）
  - 救急救命士・牧田さおり 10（2015年5月9日）
- 刑事調査官 玉坂みやこシリーズ（2003年 - 2004年、フジテレビ）：主演･玉坂みやこ 役
- 共犯者（2003年10月15日 - 12月17日、日本テレビ）：主演･冬川美咲 役
- 昨日の友は今日の敵?（2004年1月5日 - 2月9日、NHK総合、NHK月曜ドラマシリーズ）：主演･日高あや子 役
- 刑務所の医者・若宮冴子（2004年7月25日、テレビ東京、女と愛とミステリー）：主演･若宮冴子 役
- 犯人よ、話してくれてありがとう（TBS）：主演
- ダイヤモンドの恋（2005年8月22日 - 10月6日、NHK総合）：主演･沢渡麗子 役
- 全国指名手配! 二つの顔を持つ女（2005年10月25日、日本テレビ）：主演･彩子（外科医）役
- 妻の秘密・夫の不貞・姑の見栄（2006年3月14日、日本テレビ、DRAMA COMPLEX）：主演･松原真理子 役
- 子だくさん刑事（2006年6月18日、テレビ東京、水曜ミステリー9）：主演･花巻綾乃 役
- 薔薇の微笑（2006年7月4日、日本テレビ、ドラマ・コンプレックス）：主演･雪乃（朝永の内妻） 役
- めぞん一刻 浪人編（2007年5月12日、テレビ朝日）：五代裕作の母親 役
  - めぞん一刻 完結編（2008年7月26日）
- 玉蘭（2007年6月16日、テレビ朝日、スペシャルドラマ）：宮崎浪子 役
- #25（2007年7月14日、テレビ朝日、土曜ワイド劇場30周年特別企画）
- 超高層ホテルウーマンvs女ガードマン（2007年12月1日、テレビ朝日、土曜ワイド劇場）：佐倉奈月 役
- ジャッジ 〜島の裁判官奮闘記〜（2007年10月25日 - 11月22日、NHK総合、土曜ドラマ）：畑夏海（弁護士） 役
  - ジャッジII 〜島の裁判官奮闘記〜（2008年10月25日 - 11月22日）
- 緑川警部vs86人の容疑者（2009年6月22日、TBS、月曜ゴールデン）：胡桃沢由希（検事） 役
- 大仏開眼（2010年4月3日・4月10日、NHK総合）：光明皇后 役
- 沈黙の法廷・赤と黒（2010年8月30日、TBS、月曜ゴールデン）：主演･赤松操 役
- フリーター、家を買う。（2010年10月19日 - 12月21日、フジテレビ）：武寿美子 役
  - フリーター、家を買う。スペシャル（2011年10月4日）
- 女取調官2（2012年2月20日、TBS、月曜ゴールデン）：汐見ユカ 役
- 小京都連続殺人事件 〜スパイスは復讐の味〜（2012年5月4日、フジテレビ、金曜プレステージ）：主演･円城椿 役
  - 小京都連続殺人事件2 〜佐野足利・七草に秘められた叫び〜（2013年5月3日）
  - 小京都連続殺人事件 × 鳩村周五郎（2013年10月18日）
  - 小京都連続殺人事件4 ～宮崎日南・伝説鍋の食材推理～（2019年2月9日）
- 沖縄リゾート コンシェルジュ具志堅陽子の名推理（2012年7月25日、テレビ東京、水曜ミステリー9）：主演･具志堅陽子 役
  - ホテルGメン 具志堅陽子の殺人推理2（2014年7月23日、テレビ東京）
- いつか陽のあたる場所で（2013年1月8日 - 3月12日、NHK総合、ドラマ10）：小森谷妙子 役
  - いつか陽のあたる場所で スペシャル（2014年4月1日、特集ドラマ10）
- なるようになるさ。（2013年7月12日 - 9月20日、TBS、金曜ドラマ）：長島綾 役
  - なるようになるさ。シーズン2（2014年4月22日 - 6月24日、TBS、火曜ドラマ）
- 警察庁特別監察官 氷の女・氷室透子（2014年7月11日、フジテレビ、金曜プレステージ）：主演･氷室透子 役
- 学校のカイダン（2015年1月10日 - 3月14日、日本テレビ）：誉田蜜子 役
- 37.5℃の涙（2015年7月9日 - 9月17日、TBS）：杉崎富美子 役
- 孤独のグルメ Season5 第2話（2015年10月10日、テレビ東京） - スーさん 役
- ハッピー・リタイアメント（2015年10月18日、テレビ朝日、ドラマスペシャル）：樋口佳子 役[15]
- 大岡越前3 第2話（2016年1月22日、NHK BSプレミアム）：お安 役
- BSジャパン開局15周年特別企画ドラマスペシャル　青春の名曲ストーリー 「赤いスイートピー」（2016年3月12日、BSジャパン）：羽鳥弓子 役[16]
- 男と女のミステリー時代劇 第2話「牢の女」（2016年4月12日、BSジャパン）：ちせ 役
- リテイク 時をかける想い（2016年12月3日 - 2017年1月28日、東海テレビ）：パウエルまさ子 役
- この世にたやすい仕事はない（2017年4月6日 - 5月25日、NHK BSプレミアム）：正門 役
- さすらい署長 風間昭平13（2017年5月3日、テレビ東京）：安斎詠美 役
- 警視庁いきもの係（2017年7月9日 - 9月10日、フジテレビ）：田丸弘子 役
- 警視庁SP特命係（2019年3月4日、TBS、月曜名作劇場）：芥川奈美恵 役
- 大全力失踪（2019年4月7日 - 28日、NHK BSプレミアム、プレミアムドラマ）：純蓮 役
- 緊急取調室 第3シーズン 第1話（2019年4月11日、テレビ朝日）：菊池玲子 役[17]
- 水戸黄門 第2シリーズ 第4話（2019年6月16日、BS-TBS）：おまさ 役[18]
- 悪魔の弁護人・御子柴礼司 〜贖罪の奏鳴曲〜 第6話 - 最終話（2020年1月11日 - 1月25日、東海テレビ）：成沢郁美 役
- 育休刑事 第5話（2023年5月16日、NHK総合・BS4K）：吉野雪江 役

### 舞台
- ロマンティック・コメディ（1998年） - 初舞台、福田陽一郎演出
- 第二章（1999年）- 福田陽一郎演出
- サイドマン（2000年）
- 結婚…TAKEN IN MARRIAGE（2001年）
- クラブ・オブ・アリス（2002年）
- 黄昏 ON GOLDEN POND（2003年）
- ウェスト・サイド・ワルツ（2004年･2005年）
- ダム・ショー （2006年）
- ノー・マンズ・ランド （2007年）
- プリティー・ガール （2007年）
- 本当の私を捜して（2008年）
- 悪戦（2009年）
- 新宿ミッドナイトベイビー（2009年）
- ジャンヌ・ダルク（2010年）
- 公の園（2011年）
- 8人の女たち（2011年 - 2012年）
- 時代劇版 101回目のプロポーズ（2012年）
- 阿修羅のごとく（2013年）
- 公の園（2013年）
- 公の園2〜神様のいる公園〜（2014年）
- 音楽劇『ルードウィヒ・B』〜ベートーヴェン 歓喜のうた〜（2014年）
- 五木ひろし 納涼特別公演「おばけながや」（2016年）
- イノチボンバイエ（2016年）
- 雲のむこう、約束の場所（2018年）
- 浅野温子よみ語り

### バラエティー・教養番組ほか
- 第39回NHK紅白歌合戦（1988年12月31日、NHK総合・ラジオ第1） - 審査員
- 新春かくし芸大会（1990年、フジテレビ） - 審査員
- 土よう親じかん 育てた人にきいてみる - 司会（2008年4月から毎月第4土曜日放送、NHK教育）
- となりの子育て 「育てた人にきいてみる」 - 平田オリザと共に司会（2009年4月から2011年3月まで、毎月第4土曜日放送、NHK教育）
- コントの劇場 〜The Actors' Comedy〜（2014年10月31日、NHK BSプレミアム）
- えぇトコ （2005年10月9日、16日、2016年4月9日、4月23日、2017年5月27日、6月10、2018年1月26日、2月3日、NHK総合）
- かたらふ～語らいまくり旅SP （2018年3月31日、フジテレビ）
- 1駅だけ!道草さんぽ （2018年5月20日、テレビ朝日）

他多数

### ラジオ
- 中村雅俊マイ・ホームページ（TBSラジオ）：ゲスト
- FMシアター「海を渡る日」（2012年9月29日、NHK-FM、NHK高松放送局制作）

### CM
- グリコポッキー（1977年）
- ジーシー株式会社 GCカード（現在：GEコンシューマー・ファイナンスのGEカード）（1988年）
- メニコン
- メルシャン（1988年）
- 資生堂
  - 「温子のアイメーク」（1980年）：資生堂TVスペシャル「源氏物語」に挿入された特別ロングCM。カンヌ国際広告祭銅賞受賞[19]。
- 三井生命保険
- ライオン プレーン&リッチシャンプー
- オンワード 五大陸
- パルコ（1988年）
- ソニー ハンディカム55（1989年）
- 三菱自動車工業 ミニカ（6代目H20系・1989年 - 1993年）
- 日産自動車 プレセア（R11型・1995年 - 1996年）
- 片岡物産 モン・カフェ
- 片岡物産 トワイニング （1995年）
- NEC バリュースター98シリアス（1996年）
- VIVRE
- 花王 ソフィーナ バイタルリッチ（2000年 - 2002年）
- P&G ルミネス（2006年）
- KIRIN キリン本格（辛口麦）（2010年）
- カゴメ 植物性乳酸菌ラブレ（2012年）
- コーセープロビジョン 米肌（2014年、2015年）
- コーセーコスメポート グレイスワン（2013年 - 2017年）
- ACジャパン 2018年度全国被害者支援ネットワーク支援キャンペーン「話すことは、つらい思いを放つこと」（ナレーション）

### その他
- 南佳孝「スローなブギにしてくれ (I want you)」（1981年） - ジャケット写真

## 受賞歴
1984年
- 第7回日本アカデミー賞 最優秀助演女優賞

1988年
- ベストドレッサー賞

1989年
- 第26回ゴールデン・アロー賞 放送賞
- 日本アカデミー賞 話題賞
- ベストジーニスト

1994年
- 第2回ザテレビジョンドラマアカデミー賞 主演女優賞（「グッドモーニング」）[20]

2014年
- 国際宝飾展日本ジュエリーベストドレッサー賞

## 著書
- 『わたしの古事記 「浅野温子 よみ語り」に秘めた想い』（2013年3月3日、PHP研究所）ISBN 978-4-56-981091-1